# Cienfuegosia hassleriana
Cienfuegosia hassleriana är en malvaväxtart som beskrevs av Bénédict Pierre Georges Hochreutiner. Cienfuegosia hassleriana ingår i släktet Cienfuegosia och familjen malvaväxter. Inga underarter finns listade i Catalogue of Life.